# Ипуруа
Муниципальный стадион Ипуру́а (баск. Ipurua Udal Estadioa, исп. Estadio Municipal de Ipurúa) — футбольный стадион, расположенный в городе Эйбар, в Стране Басков (Испания). Вместимость стадиона составляет 6 267 зрителей. Муниципальный стадион Ипуруа — домашняя арена футбольного клуба «Эйбар». Стадион назван по району города Ипуруа.
До открытия стадиона Ипуруа «Эйбар», основанный в 1940 году, проводил домашние матчи на стадионе Лерун, расположенном в Эльгойбаре. Ипуруа был открыт 14 сентября 1947 года матчем, в котором «Эйбар» уступил «Эльгойбару» со счётом 0:2. В 1948 году начала возводиться центральная трибуна, которая была закончена к 1951 году. В то же время обнаружилась проблема затопления и плохого дренажа из-за того, что стадион лежал на дне глубокой долины. В 1959 году была завершена новая дренажная система, решившая этот вопрос. Первые прожекторы были установлены в 1970 году, 14 октября это событие и юбилей клуба были отмечены матчем между двумя главными баскскими командами «Реал Сосьедад» и «Атлетик Бильбао».
Летом 2014 года в связи с сенсационным выходом «Эйбара» в Примеру было решено увеличить вместимость с 5 000 до 6 000 мест за счёт Северной трибуны, вмещавшей к тому времени лишь 720 зрителей. Маленькая вместимость стадиона не соответствовала требованиям Примеры, но руководство лиги пошло навстречу клубу, учитывая совсем небольшое население города (менее 30 000 человек), и разрешило проводить на нём матчи испанского чемпионата.
В мае 2016 года началась реконструкция Восточной трибуны, которая завершится в январе 2017 года и увеличит вместимость стадиона до 7 100 мест.